# Тейтельбаум, Залман
Йекусиэл Йегуда Тейтельбаум, известный как рав Залман Лейб (род. 23 декабря 1951, Бруклин, Нью-Йорк) — сын раввина Моше Тейтельбаума, ребе (цадик, духовный лидер) Сатмарских хасидов (титул оспаривается его братом, Аароном Тейтельбаумом и его сторонниками).

## Предыстория
Сатмарские хасиды, смотря по методике подсчёта, представляют собой либо крупнейшее направление хасидизма (если считать непосредственно участников-хасидов), либо второе по численности, после Любавических хасидов (Хабад-Любавич; если считать и евреев-нехасидов, регулярно посещающих синагоги движения).
Лидером движения Сатмарских хасидов долгое время был Йоэль Тейтельбаум (1887—1979), а затем его племянник, переживший заключение в концентрационном лагере Освенцим Моше Тейтельбаум (1914—2006). Община Сатмарских хасидов исторически имела центр (двор) в городе Сатмаре (Сату-Маре; сегодня в составе Румынии), однако после Второй Мировой войны центр общины переместился в район Вильямсбург в округе (боро) Бруклин, город Нью-Йорк.
Залман Тейтельбаум — третий (по другим данным, второй) сын Моше Тейтельбаума, тогда как Аарон Тейтельбаум — старший сын.

## Споры о преемственности
До мая 1999 года предполагалось, что после смерти Моше Тейтельбаума Сатмаром будет руководить Аарон Тейтельбаум. Он был представителем своего отца в делах общины и брал на себя обязанности отца, когда тот путешествовал. Однако, в мае 1999 года Моше Тейтельбаум назначил своего второго сына, Залмана Тейтельбаума, местным лидером крупнейшей Сатмарской общины — общины Вильямсбурга. Это было воспринято как сигнал от Моше, что Залман должен был стать главным раввином после его смерти.
Назначение Залмана лидером общины Вильямсбурга привело к тому, что вокруг Аарона и Залмана образовались противоборствующие фракции. Сторонники Аарона утверждали, что Моше был «склонён своими советниками» назначить Залмана своим преемником, потому что советники были обеспокоены тем, что они потеряют влияние при Аароне.
В апреле 2006 года, когда Моше умер, каждая сторона объявила своего раввина главным раввином. К этому моменту сторонники Аарона уже контролировали сатмарское поселение Кирьяс-Джоэль в штате Нью-Йорк. Сторонники Аарона инициировали судебное разбирательство, чтобы отобрать контроль над общиной Вильямсбурга, её синагогами, школами и кладбищем у сторонников Залмана. Однако, суд отказался вынести решение, оставив ситуацию в статусе-кво.
С тех пор, центром сторонников Аарона является Кирьяс-Джоэль, а центром сторонников Залмана — Вильямсбург.

## Биография
До того, как занять свой пост в Вильямсбурге, раввин Тейтельбаум был раввином сатмарских хасидов в Иерусалиме. До этого он был раввином Сигетской синагоги в Боро-Парке, которая когда-то была синагогой его отца. В настоящее время обе эти синагоги возглавляют сыновья раввина Залмана Тейтельбаума. В настоящее время он является раввином центральной синагоги Сатмара в Вильямсбурге. Кроме того, он контролирует около десяти небольших синагог и несколько раздельных школ для мальчиков и девочек в Вильямсбурге, а также школы в других местах, в которых всего учится более 10 000 человек. Он курирует несколько благотворительных фондов.
В 2007 году журнал Newsweek назвал его 15-м в списке самых влиятельных раввинов Америки.

## Антисионизм
В соответствии с традиционными убеждениями Сатмара, Залман Тейтельбаум является противником сионизма. Он называет сионистов «сектой, которая причинила больше вреда еврейского народу, чем любая другая». Тейтельбаум регулярно собирает деньги для обнищавших антисионистских религиозных евреев в Израиле, которые отказываются принимать субсидии от израильского правительства.